# Distrito de Ústí nad Orlicí
El distrito de Ústí nad Orlicí es uno de los cuatro distritos que forman la región de Pardubice, República Checa, con una población estimada a principio del año 2018 de 137 841 habitantes. Se encuentra ubicado en el centro-norte del país, al este de Praga, cerca de la frontera con Polonia. Su capital es la ciudad de Ústí nad Orlicí.

## Localidades (población año 2018)
- Albrechtice 475
- Anenská Studánka 176
- Běstovice 438
- Bošín 100
- Brandýs nad Orlicí 1.322
- Bučina 258
- Bystřec 1.156
- Čenkovice 183
- Červená Voda 2.975
- Česká Rybná 395
- Česká Třebová 15.512
- České Heřmanice 569
- České Libchavy 648
- České Petrovice 155
- Choceň 8.666
- Cotkytle 397
- Damníkov 691
- Dlouhá Třebová 1.304
- Dlouhoňovice 832
- Dobříkov 515
- Dolní Čermná 1.345
- Dolní Dobrouč 2.578
- Dolní Morava 308
- Džbánov 364
- Hejnice 203
- Helvíkovice 493
- Hnátnice 832
- Horní Čermná 1.022
- Horní Heřmanice 481
- Horní Třešňovec 626
- Hrádek 95
- Hrušová 361
- Jablonné nad Orlicí 3.157
- Jamné nad Orlicí 679
- Javorník 254
- Jehnědí 333
- Kameničná 320
- Klášterec nad Orlicí 887
- Koldín 367
- Kosořín 174
- Králíky 4.224
- Krasíkov 314
- Kunvald 951
- Lanškroun 10.000
- Leština 321
- Letohrad 6.315
- Libchavy 1.747
- Libecina 174
- Lichkov 518
- Líšnice 748
- Lubník 351
- Lukavice 1.147
- Luková 740
- Mistrovice 586
- Mladkov 530
- Mostek 251
- Nasavrky 126
- Nekoř 946
- Nové Hrady 305
- Orlické Podhůří 698
- Orličky 302
- Ostrov 682
- Oucmanice 239
- Pastviny 370
- Petrovice 244
- Písečná 557
- Plchovice 66
- Podlesí 283
- Přívrat 340
- Pustina 63
- Radhošť 174
- Řepníky 371
- Řetová 682
- Řetůvka 279
- Rudoltice 1.879
- Rybník 826
- Sázava 555
- Seč 155
- Šedivec 207
- Semanín 624
- Skořenice 394
- Slatina 447
- Sobkovice 240
- Sopotnice 920
- Sruby 584
- Stradouň 188
- Strážná 108
- Studené 187
- Sudislav nad Orlicí 137
- Sudslava 193
- Svatý Jiří 294
- Tatenice 859
- Těchonín 590
- Tisová 567
- Třebovice 800
- Trpík 85
- Týnišťko 161
- Újezd u Chocně 319
- Ústí nad Orlicí 14.163
- Velká Skrovnice 277
- Verměřovice 747
- Vinary 132
- Voděrady 333
- Vraclav 758
- Vračovice-Orlov 176
- Výprachtice 971
- Vysoké Mýto 12.318
- Záchlumí 765
- Zádolí 91
- Zálší 230
- Žamberk 6.066
- Žampach 272
- Zámrsk 729
- Zářecká Lhota 209
- Žichlínek 995